# Aérotrain

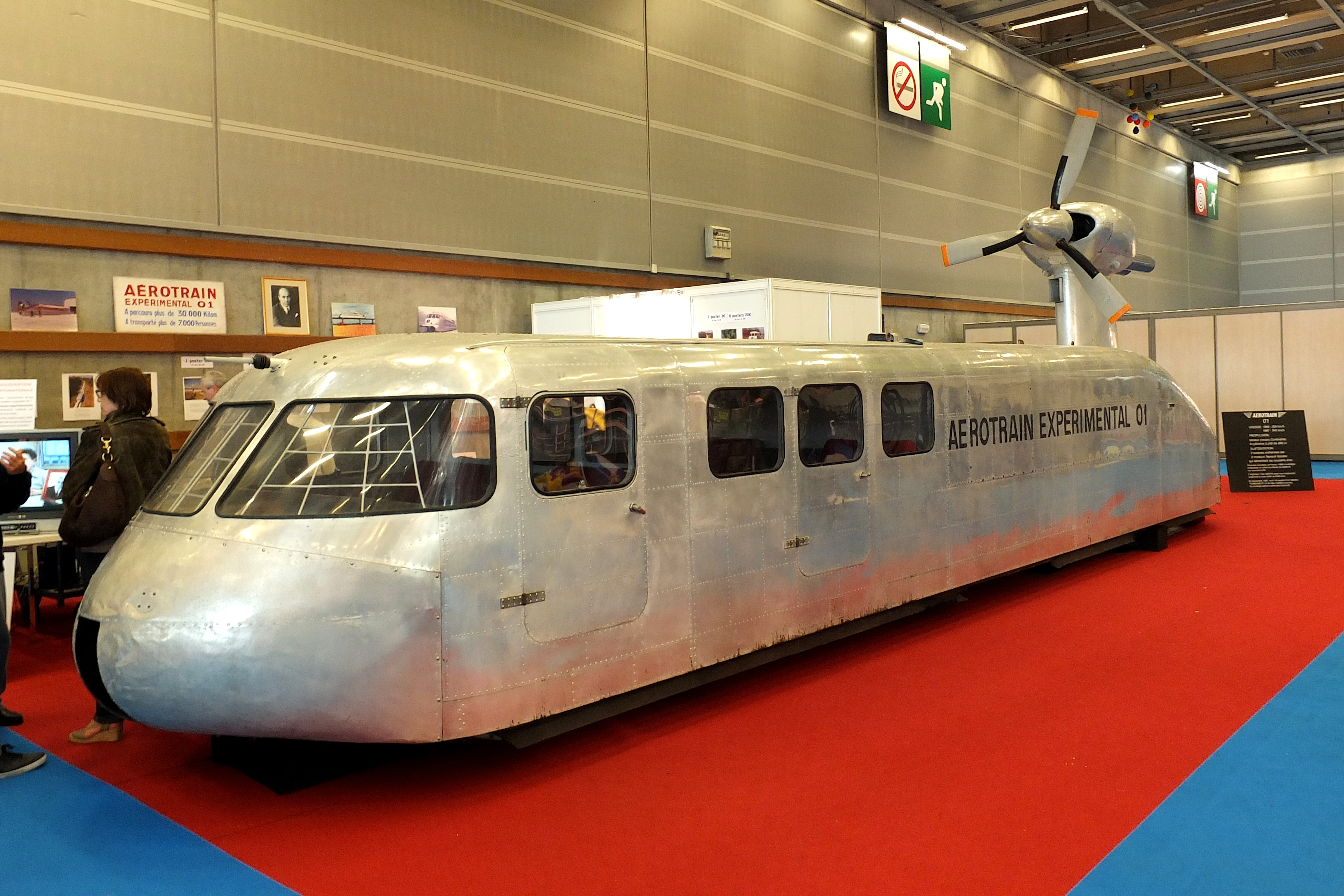
eerste prototype van de Aérotrain

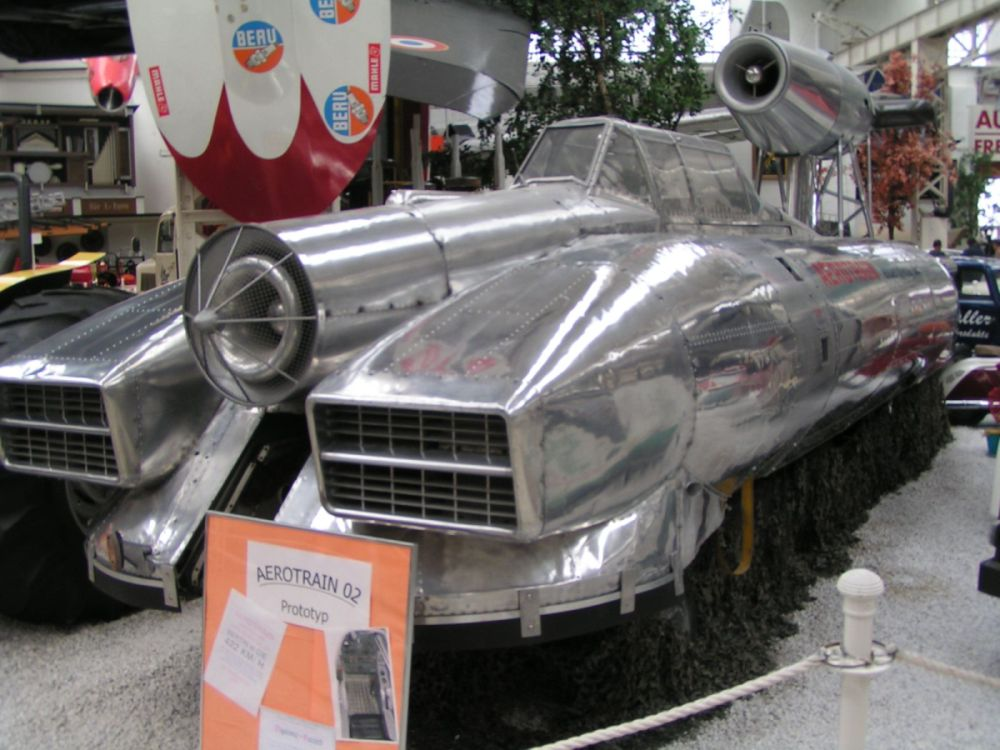
Aérotrain 02, tentoongesteld in Technikmuseum Speyer in Duitsland

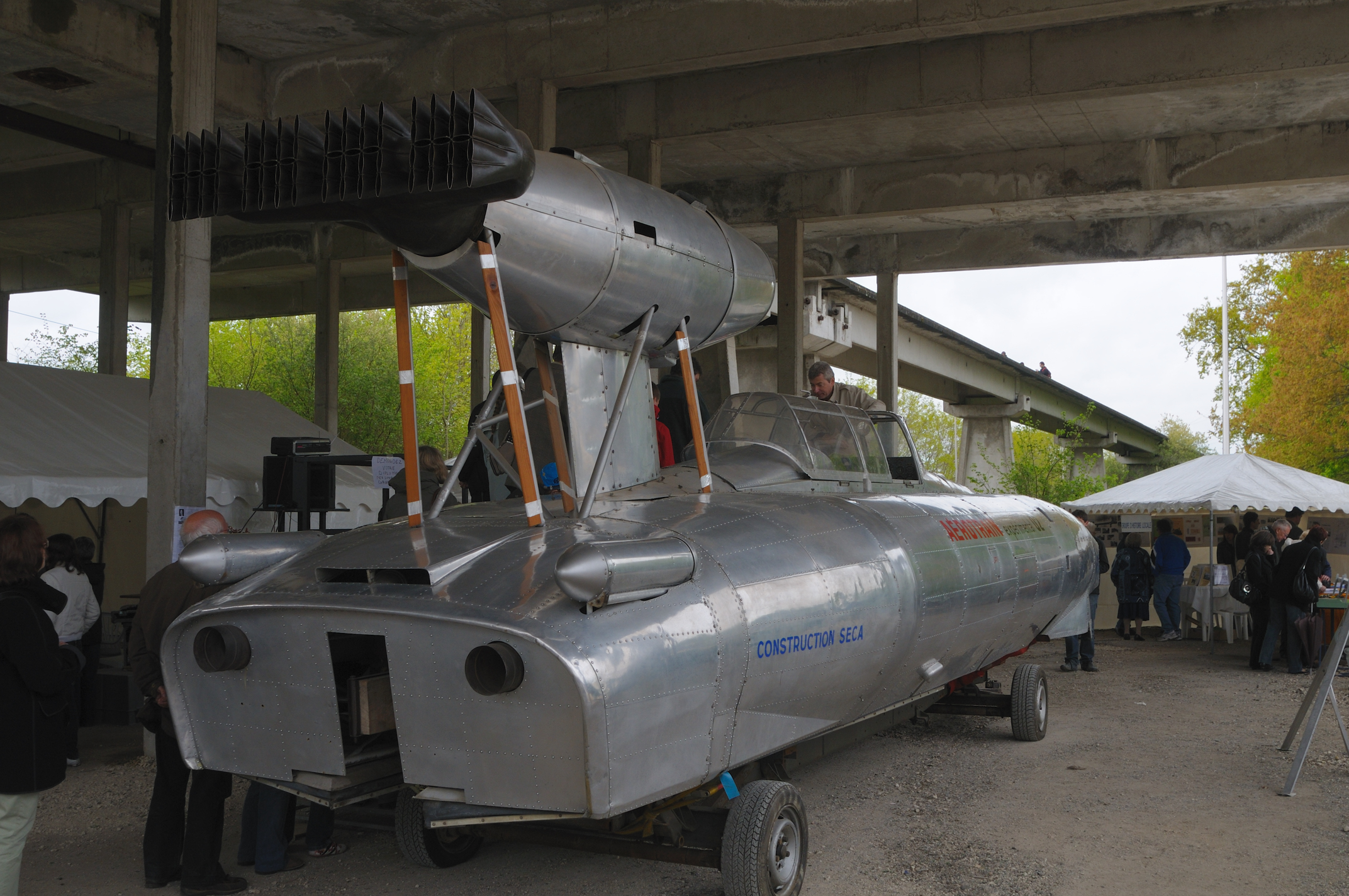
Aérotrain 02 tijdens een expositie bij Saran

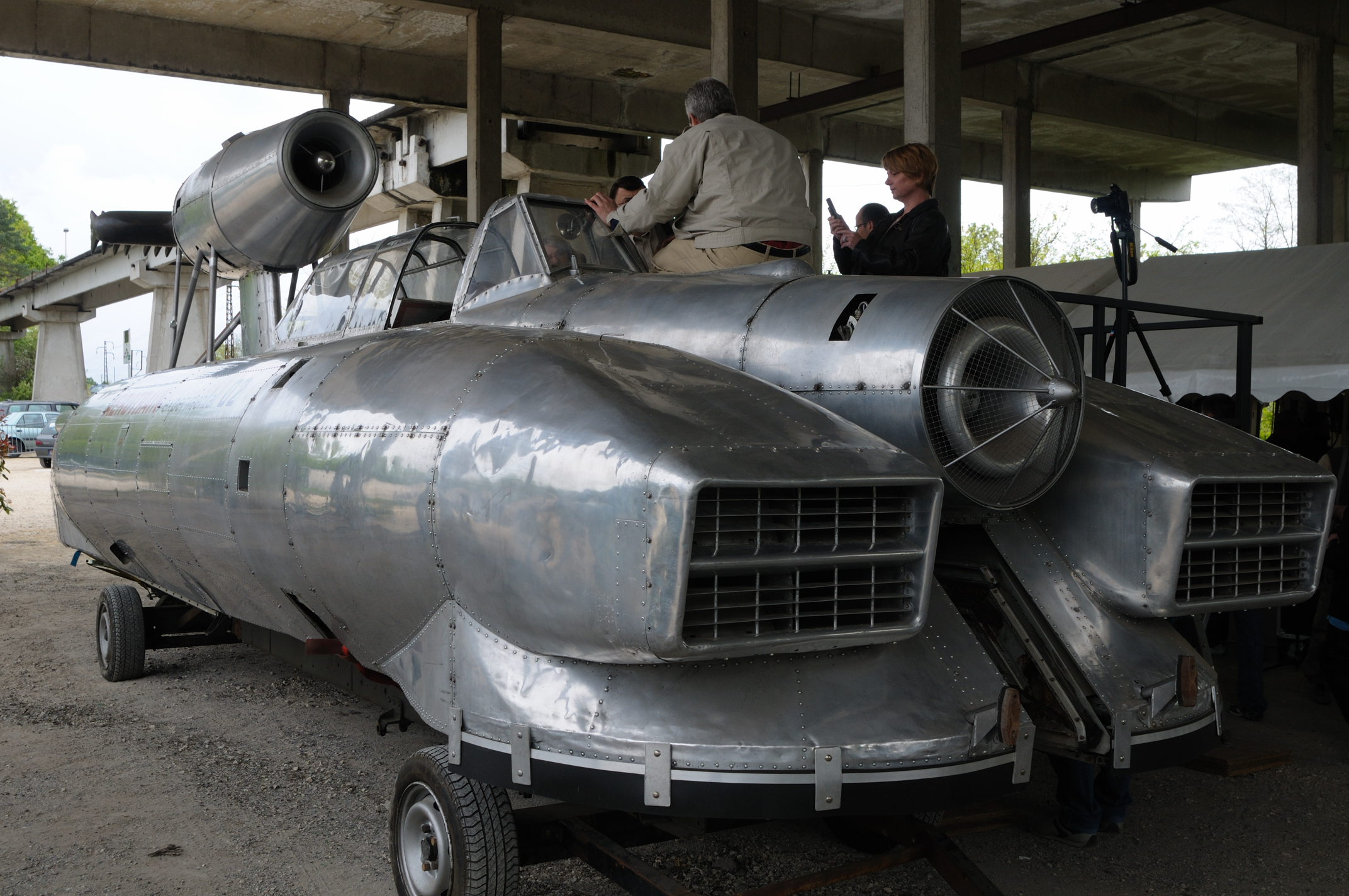
Aérotrain 02 tijdens een expositie bij Saran

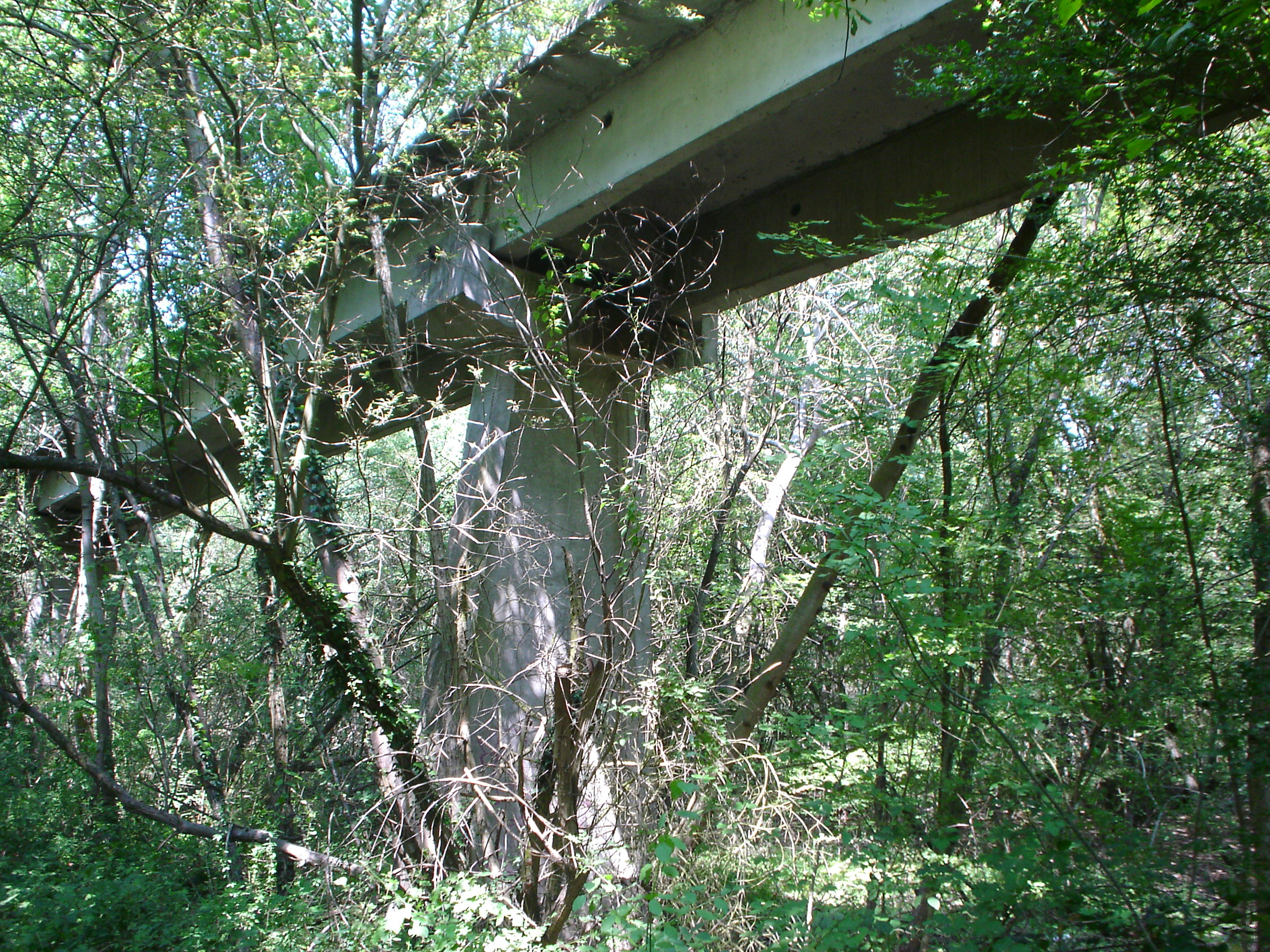
Deel van de Aérotrain-baan in het bos van Orléans bij Saran

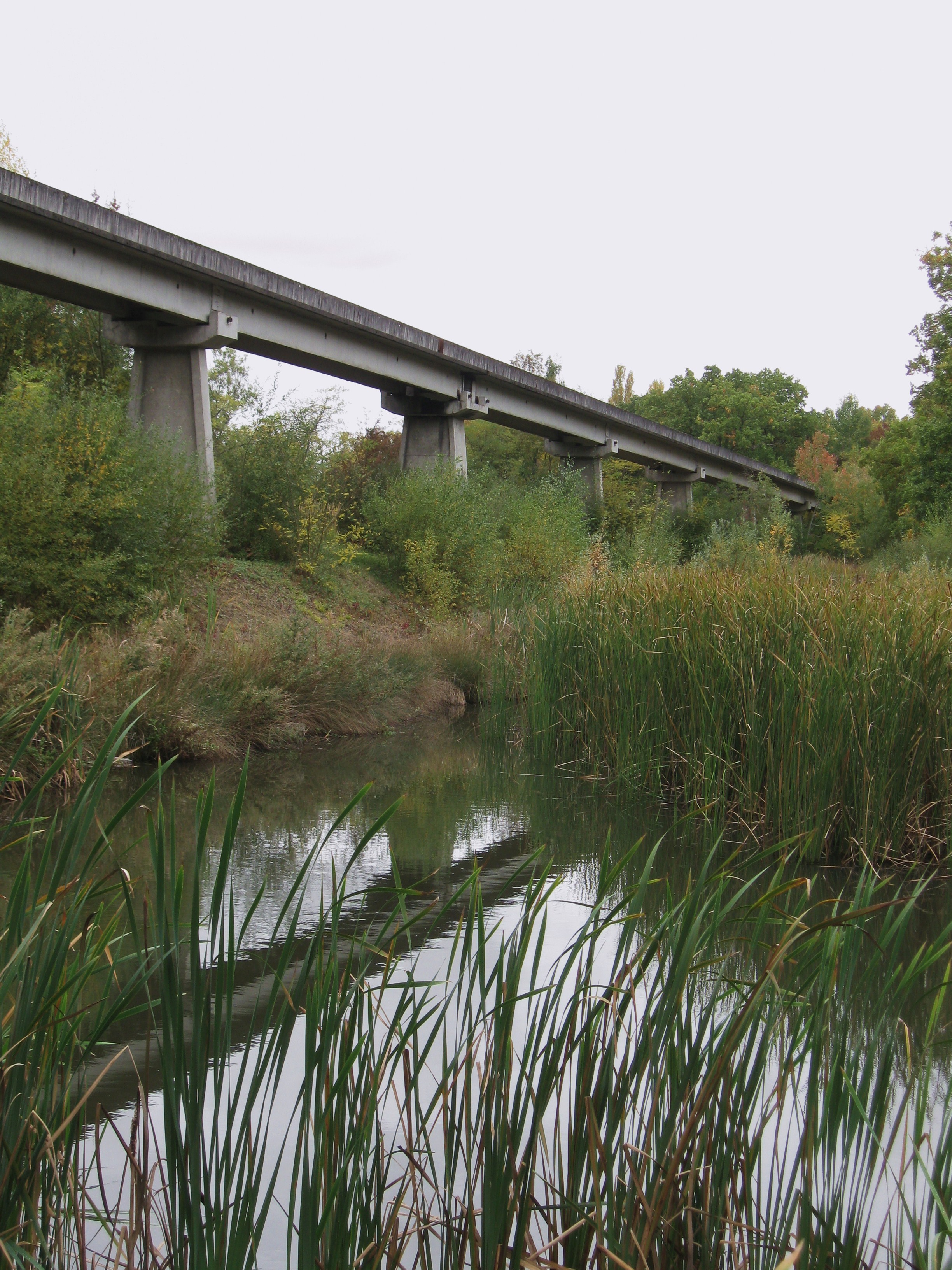
Deel van de Aérotrain-baan in het bos van Orléans bij Saran

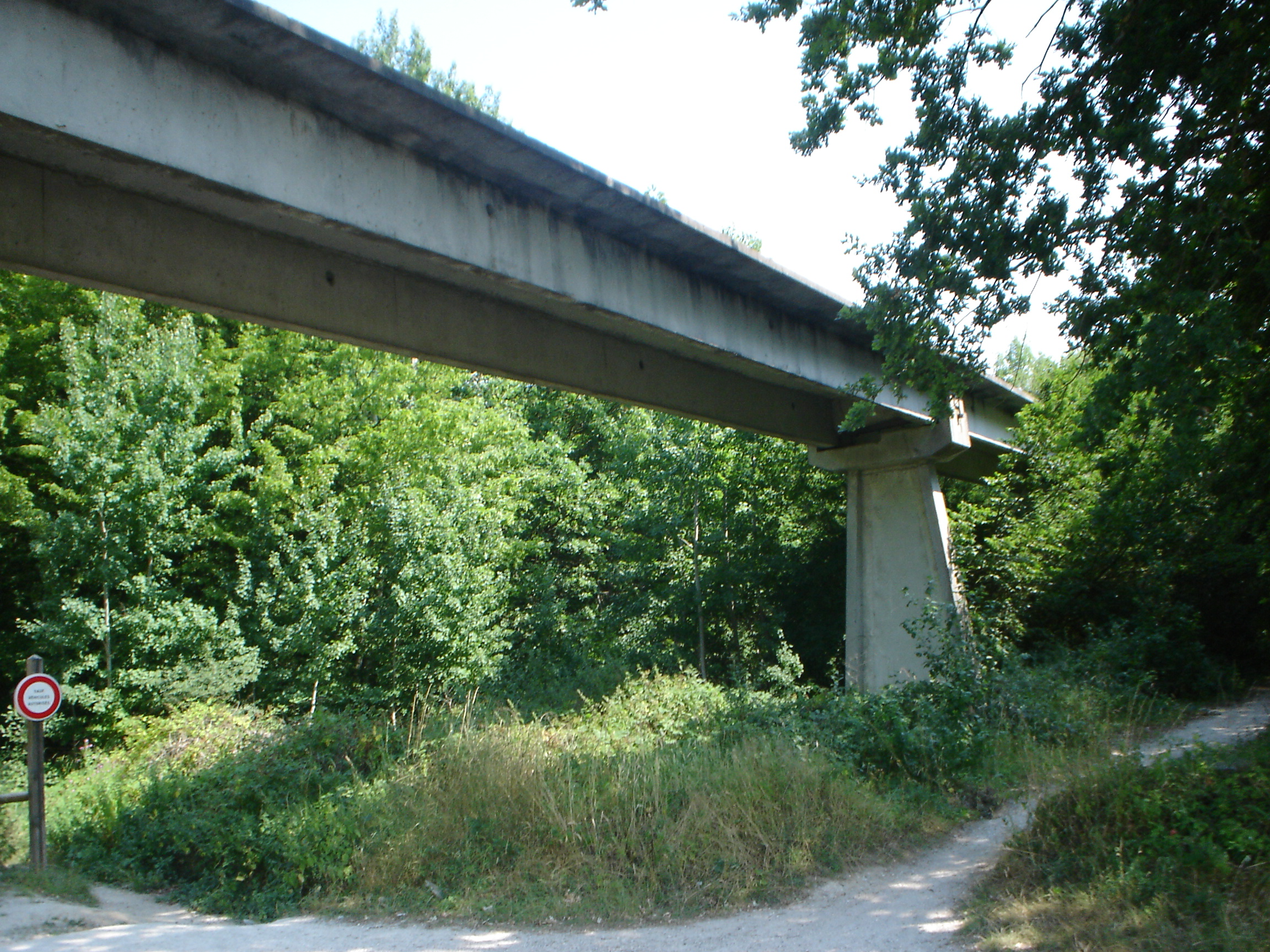
Deel van de Aérotrain-baan in het bos van Orléans bij Saran

Een Aérotrain is een voertuig dat op een luchtkussen zweeft op een baan in de vorm van een omgekeerde T. Het is hiermee een vorm van monorail. De Aérotrain is tussen 1964 en 1977 in Frankrijk ontwikkeld door ingenieur Jean Bertin. De Aérotrain kon een snelheid van 422 km/h halen en was daarmee het snelste luchtkussenvoertuig ter wereld, maar heeft nooit commercieel dienstgedaan.

## Geschiedenis van het project
Frankrijk was lange tijd een land waarin door de uitgestrektheid en geografie snel reizen niet mogelijk was. Na de Tweede Wereldoorlog was de snelste manier van reizen met de trein; het vliegtuig was alleen voor de allerrijksten een optie. Met afgunst werd gekeken naar de Duitse Autobahnen, waardoor sneller reizen ook met de auto mogelijk was. De Franse economie steunde toentertijd erg sterk op de industrie en de technologie. De Concorde - bedoeld voor intercontinentale vluchten - was in ontwikkeling, en ook werden plannen gemaakt voor een netwerk van snelwegen, de autoroutes. Er waren veel subsidies beschikbaar, voornamelijk van het Comité interministériel d'aménagement et de développement du territoire (CIAT) dat subsidies stak in de ontwikkeling van transport over afstanden tussen 100 en 500 km met hoge snelheid (tussen de 250 en 300 km/h).
Bij de Franse spoorwegen, de SNCF, zocht men naar methoden om de positie van snelste manier van reizen vast te houden. Enkele jaren eerder had ingenieur Jean Bertin een luchtkussenvoertuig ontwikkeld. Hij haakte in op de wens van de SNCF, en bedacht een luchtkussenvaartuig dat over een betonnen baan glijdt.

### Chronologie
- In 1964 presenteert Jean Bertin een maquette van 1,5 meter lengte op schaal 1:20 aan de SNCF en het publiek.
- Op 15 april 1965 wordt een Société d’étude de l’Aérotrain (Stichting tot studie van de Aérotrain) opgericht, met steun van de Délégation interministérielle à l'aménagement et à la compétitivité des territoires (Interministeriële delegatie van planologie en territoriale competitie).
- In 1965 wordt de Aérotrain 01, een model op schaal 1:2 gebouwd, die 4 passagiers kan vervoeren. De voortstuwing geschiedt door middel van een propeller die wordt aangedreven door een vliegtuigmotor; twee sets luchtkussens zorgen voor de ondersteuning en de geleiding.
- In 1966 wordt in het departement Essonne tussen Gometz-le-Châtel en Limours een testbaan van 6,7 km gebouwd op het oude baanlichaam van de spoorlijn Parijs-Chartres via Gallardon. De Aérotrain 01 haalt snelheden van boven de 200 km/h op deze baan.
- In 1967 wordt de Aérotrain 02 gebouwd. Deze is gestroomlijnder dan zijn voorganger. Hij wordt voortgestuwd door een JT12 Pratt & Whitney turboprop, en haalt veel hogere snelheden.
- Op 14 november 1967 haalt de Aérotrain 01, voor de gelegenheid uitgerust met een turboprop en een raket, een snelheidsrecord van 345 km/h.[1]
- Op 22 januari 1969 haalt de Aérotrain 02 een recordsnelheid van 422 km/h op de testbaan bij Gometz-le-Châtel.
- In 1969 wordt in het departement Loiret tussen Ruan en Saran een testbaan van 18 kilometer gebouwd. Deze baan staat compleet op een viaduct van 5 meter. Hij ligt langs de spoorlijn Parijs-Orléans en is bedoeld om uiteindelijk deel uit te maken van een eerste commerciële lijn tussen deze twee steden. Het traject is bijna volledig recht en maakt snelheden van 400 km/h mogelijk. Er zijn twee keerplatforms aan de uiteinden en een platform met hangar in het midden, bij Chevilly.
- In 1969 wordt de Aérotrain I80 gebouwd, een voertuig van 26 meter lengte en 24 ton zwaar, met 80 zitplaatsen. Het wordt voortgestuwd door twee Turboméca Turmo III E3 turbines die een propeller met 2,3 meter diameter met zeven bladen aandrijven. Een turbomotor Turmastazou 14 voedt de zes dragende en zes geleidende luchtkussens. Beremming wordt normaliter verzorgd door het omdraaien van de propeller, als noodrem is een mechanische rem op de centrale rail aangebracht.
- In 1969 wordt de Aérotrain S44 gebouwd. Deze is bedoeld voor suburbaan transport (stadscentrum-vliegveld), wordt elektrisch aangedreven door een lineaire motor van Merlin-Gérin, en is gebouwd voor een snelheid van 200 km/h.
- Op 7 maart 1970 brengt de Franse post een postzegel ter ere van de Aérotrain uit.
- In 1973 wordt een hogesnelheidsversie van de Aérotrain I80 gebouwd. Deze is uitgerust met een JT8 D11 Pratt & Whitney turbopropeller.
- In 1974 keurt de staat het plan voor een Aérotrain-baan tussen de vliegvelden Roissy en Orly af.
- Op 5 maart 1974 haalt de Aérotrain I80 het wereldsnelheidsrecord voor railvoertuigen en luchtkussenvoertuigen met 417,6 km/h.
- In 1977 wordt het project definitief stopgezet.

## Techniek
De Aérotrain borduurt voort op de eerdere luchtkussenvoertuigen van Jean Bertin, en is qua techniek vergelijkbaar met een hovercraft. Echter, waar een hovercraft aan de onderkant één groot luchtkussen heeft, hebben Bertins voertuigen enkele luchtkussenunits aan de onderkant. De Aérotrains glijden op een betonnen baan met in het midden een opstaande betonnen rand, waaroverheen het voertuig staat. Ter geleiding heeft dit voertuig ook enkele kleinere luchtkussenunits die deze rand naderen. De voortstuwing gebeurt door middel van een propeller of een turbine. Eenmalig is als test een voertuig uitgerust met een raketmotor, maar waarschijnlijk was dit meer als publiciteitsstunt bedoeld dan als serieuze test.

### Voordelen van de Aérotrain boven de TGV
- Veel hogere snelheden mogelijk dan bij de TGV.
- Vanwege de beperkte frictie van staal-op-staal bij de TGV, is de Aérotrain in staat veel vlugger op topsnelheid te komen, waardoor hij (voor de oliecrisis) op veel kortere afstanden economischer was dan de TGV.
- Lagere druk op de baan, waardoor een lichtere aanleg en lagere onderhoudskosten mogelijk zijn.
- Minder baanweerstand, met mogelijk lagere energiebehoefte.

### Voordelen van de TGV boven de Aérotrain
- De TGV maakt gebruik van de bestaande spoortechnieken en is dus backward compatible. De TGV kan gebruikmaken van bestaande sporen en kan zo tot in de spoorwegstations van de stadscentra rijden. Door de nieuwe techniek, een betonnen monorail met een 60 cm hoge rand in het midden, was voor de Aérotrain overal nieuwe infrastructuur nodig.
- De middelste rail maakt het technisch zeer lastig om van richting te veranderen, een probleem waar geen afdoende oplossing voor is bedacht.
- De Aérotrain heeft geen contact met de baan, waardoor remming zeer complex wordt.
- De Aérotrain is door zijn propeller- of turbinemotor zeer lawaaiig.
- De energie benodigd voor voortstuwing van de Aérotrain neemt met hoge snelheden exponentieel toe.
- Na de eerste oliecrisis werd een voortstuwing van de Aérotrain met fossiele brandstoffen te duur.
- De capaciteit van een Aérotrain is veel kleiner dan van een TGV. Waar een TGV in feite bestaat uit een locomotief en een aantal relatief simpele rijtuigen (gekoppeld tot treinstel), moet bij een Aérotrain elke bak door een aantal luchtkussens ondersteund worden.
- De overstap op de Aérotrain leidt tot een breuk met andere middelen van transport.
- De Aérotrain werd uitgevonden door Bertin, een luchtvaartingenieur. Hij gebruikte technieken die compleet vreemd waren voor de luchtvaartwereld, en die daar dan ook met argwaan werden ontmoet.[bron?]

De Aérotrain heeft dezelfde voordelen als een magneetzweeftrein, maar ook een deel van de technische nadelen.

## Politiek
In 1977 werd het project definitief stopgezet, ten voordele van de Train à Grande Vitesse (TGV). Dit was mede doordat Bertin afstand had genomen van de SNCF en daarmee een concurrent was geworden van het project TGV. De SNCF was als groot staatsbedrijf ook beter in het verwerven van subsidies en was mogelijk betrokken bij het stopzetten van het Aérotrain-project.

## Restanten
Van het project is niet veel meer over. De testbaan bij Gometz is grotendeels ontmanteld; wat rest is overwoekerd. De baan bij Saran (47° 58′ 13″ NB, 1° 53′ 18″ OL) is nog vrijwel geheel aanwezig, maar vanwege betonrot niet meer in goede staat.
De maquette, de Aérotrain 01 en de Aérotrain 02 werden overgenomen door Jean Bertin, en later door een stichting. De Aérotrain S44 was opgeslagen op een militaire basis, waar een vereniging werkte aan het opknappen. Na enkele jaren liet het leger deze vereniging echter niet meer toe op de basis, en nadat de basis was verlaten werd de S44 vernield. De hangar te Saran met daarin de I80, is verbrand.
In juli 2004 is op een rotonde bij Limours, op zo'n 100 meter van de eerste testbaan, een beeld van de Aérotrain door Georges Saulterre onthuld.
De Aérotrain 02 wordt tentoongesteld in Technikmuseum Speyer in Duitsland.